# Emily Siedeberg
Dr. Emily Hancock Siedeberg (Clyde, 17 februari 1873 – Oamaru, 13 juni 1968) was een Nieuw-Zeelandse arts en ziekenhuisdirecteur. Ze was de eerste vrouw in Nieuw-Zeeland die een medische graad behaalde en geldt als de eerste vrouwelijke arts van het land. Naast haar medische carrière speelde ze een belangrijke rol in het maatschappelijk werk en de vrouwenbeweging van haar tijd.

## Levensloop

### Jeugd en opleiding
Emily Siedeberg werd geboren in het plaatsje Clyde in de regio Otago, als derde kind van de Ierse Quaker Anna Thompson en de Duitse joodse architect Franz David Siedeberg. Haar vader was in 1861 naar Nieuw-Zeeland geëmigreerd en werkte als aannemer en mijnbouwer. Toen Emily drie jaar oud was, verhuisde het gezin naar Dunedin.
Ze volgde onderwijs aan de Normal School en Otago Girls' High School, waar ze een beurs ontving. Haar vader moedigde haar aan om arts te worden. Dit was een ongebruikelijk pad voor een vrouw in die tijd.
In 1891 werd ze toegelaten tot de medische faculteit van de University of Otago, als eerste vrouw ooit in Nieuw-Zeeland. Hoewel de decaan aanvankelijk terughoudend was, besloot het universiteitsbestuur haar toe te laten. Haar aanwezigheid op de faculteit was baanbrekend. Ondanks aanvankelijke weerstand van enkele mannelijke studenten, zette ze haar studie vastberaden voort. In 1896 studeerde ze af en werd daarmee de eerste vrouw in het land met een medische graad.
Na haar afstuderen vertrok Siedeberg naar Europa om zich verder te specialiseren. In Dublin volgde ze een opleiding in verloskunde, gynaecologie en kindergeneeskunde aan het Rotunda Hospital. Later studeerde ze in Berlijn. 

### Medische carrière
Terug in Dunedin opende Siedeberg haar eigen artsenpraktijk, met financiële steun van haar vader. In 1905 werd Siedeberg benoemd tot medisch directeur van het St. Helens Hospital in Dunedin. Deze instelling bood verloskundige zorg en opleiding aan vroedvrouwen. Ze bekleedde deze functie meer dan dertig jaar, tot haar pensionering in 1938. In deze periode groeide haar invloed op het gebied van vrouwen- en gezondheidszorg.

### Activisme
Naast haar werk als arts was Siedeberg maatschappelijk actief. In 1899 hielp ze bij de oprichting van de Dunedin-afdeling van de New Zealand Society for the Protection of Women and Children, waarvan ze jarenlang voorzitter en later erevoorzitter was. Ze zette zich in voor gelijke rechten voor vrouwen en voor betere toegang tot medische zorg. Siedeberg had zitting in talrijke organisaties die zich hiervoor inzetten.
In 1921 richtte ze de New Zealand Medical Women’s Association op, waarvan ze de eerste voorzitter werd. Ze was ook actief in de National Council of Women of New Zealand, de Otago University Women’s Association, en de Townswomen’s Guild. In haar werk en engagement streefde ze voortdurend naar gelijke kansen voor vrouwen, zowel in het onderwijs als in de gezondheidszorg.

### Persoonlijk
In 1928 trouwde Siedeberg in Los Angeles met James Alexander McKinnon (1865-1946). Na haar huwelijk was ze ook bekend onder de naam Emily H. Siedeberg-McKinnon. Het echtpaar kreeg geen kinderen.
In 1924 hielp Siedeberg bij de geboorte van schrijfster Janet Frame, die later bekend werd als een van Nieuw-Zeelands belangrijkste auteurs.
Emily Siedeberg overleed in 1968 op 95-jarige leeftijd in een verzorgingstehuis in Oamaru.

## Erkenning
Siedeberg kreeg tijdens haar leven veel erkenning. Ze werd benoemd tot ere-lid van de Nieuw-Zeelandse afdeling van de British Medical Association (1929), en van de New Zealand Registered Nurses’ Association (1939). In 1935 ontving ze de Medaille voor het Zilveren Jubileum van George V. In 1949 werd ze benoemd tot Commandeur in de Orde van het Britse Rijk voor haar verdiensten op het gebied van geneeskunde en vrouwenwelzijn.
Haar nalatenschap leeft voort. In 1993 werd ter gelegenheid van 100 jaar vrouwenkiesrecht in Dunedin een straat naar haar vernoemd: Emily Siedeberg Place. Ook in Auckland is een straat, Siedeberg Drive, naar haar genoemd. In 2017 werd ze opgenomen in de lijst 150 vrouwen in 150 woorden van de Royal Society Te Apārangi, ter ere van haar bijdrage aan wetenschap en samenleving.
Haar voormalige woning aan York Place in Dunedin is door Heritage New Zealand aangewezen als Category 1 Historic Place, als erkenning voor haar historische betekenis.